# Cestayrols
Cestayrols (okzitanisch Sestairòls) ist eine französische Gemeinde mit 462 Einwohnern (Stand: 1. Januar 2022) im Département Tarn in der Region Okzitanien. Cestayrols gehört zum Arrondissement Albi und zum Kanton Les Deux Rives. Die Einwohner werden Cestayrolais und Cestayrolaises genannt.

## Geographie
Cestayrols liegt in der Région naturelle Gaillacois, etwa 60 Kilometer nordöstlich von Toulouse und etwa 14 Kilometer westnordwestlich von Albi am Fluss Vère. Das Gebiet der Gemeinde wird außerdem vom Ruisseau de Vieulac, dem Bach Pré-Long und verschiedenen anderen kleinen Bächen entwässert.
Umgeben wird Cestayrols von den Nachbargemeinden Noailles im Norden, Villeneuve-sur-Vère im Nordosten, Castanet im Osten, Bernac im Südosten, Fayssac im Süden, Cazuhac im Westen sowie Donnazac im Nordwesten.

## Bevölkerungsentwicklung
| 1962                       | 1968 | 1975 | 1982 | 1990 | 1999 | 2006 | 2017 |
| -------------------------- | ---- | ---- | ---- | ---- | ---- | ---- | ---- |
| 551                        | 510  | 442  | 421  | 414  | 451  | 507  | 466  |
| Quellen: Cassini und INSEE |      |      |      |      |      |      |      |

## Sehenswürdigkeiten
- Kirche Saint-Michel in Cestayrols, seit 1927 als Monument historique eingeschrieben
- Kirche Saint-Amans in Lincarque aus dem 15. Jahrhundert, seit 1927 als Monument historique eingeschrieben
- Pfarrkirche Notre-Dame de l’Annonciation von Romanou aus dem Ende des 11./Anfang des 12. Jahrhunderts, seit 1988 als Monument historique klassifiziert

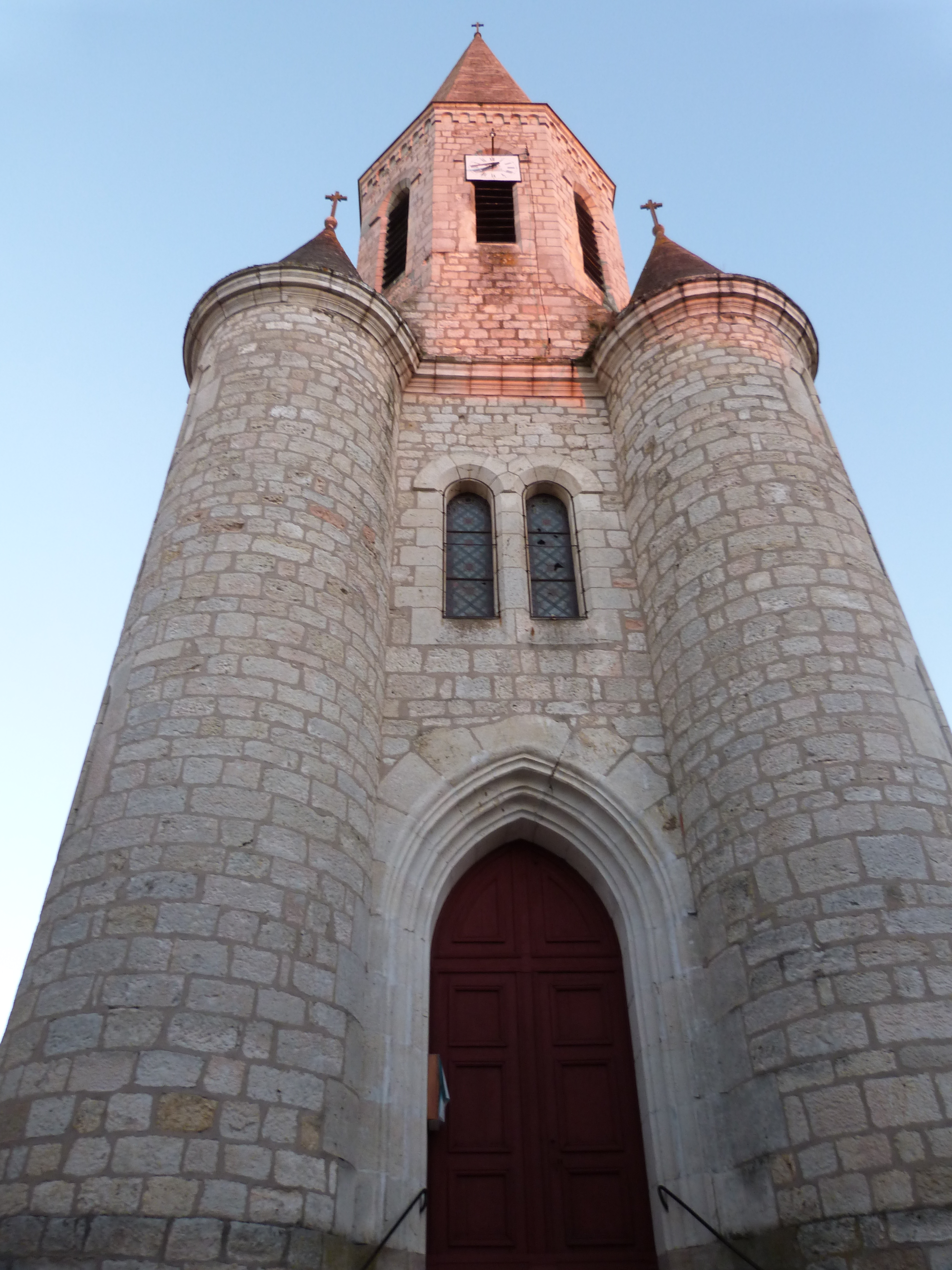
Kirche Saint-Michel
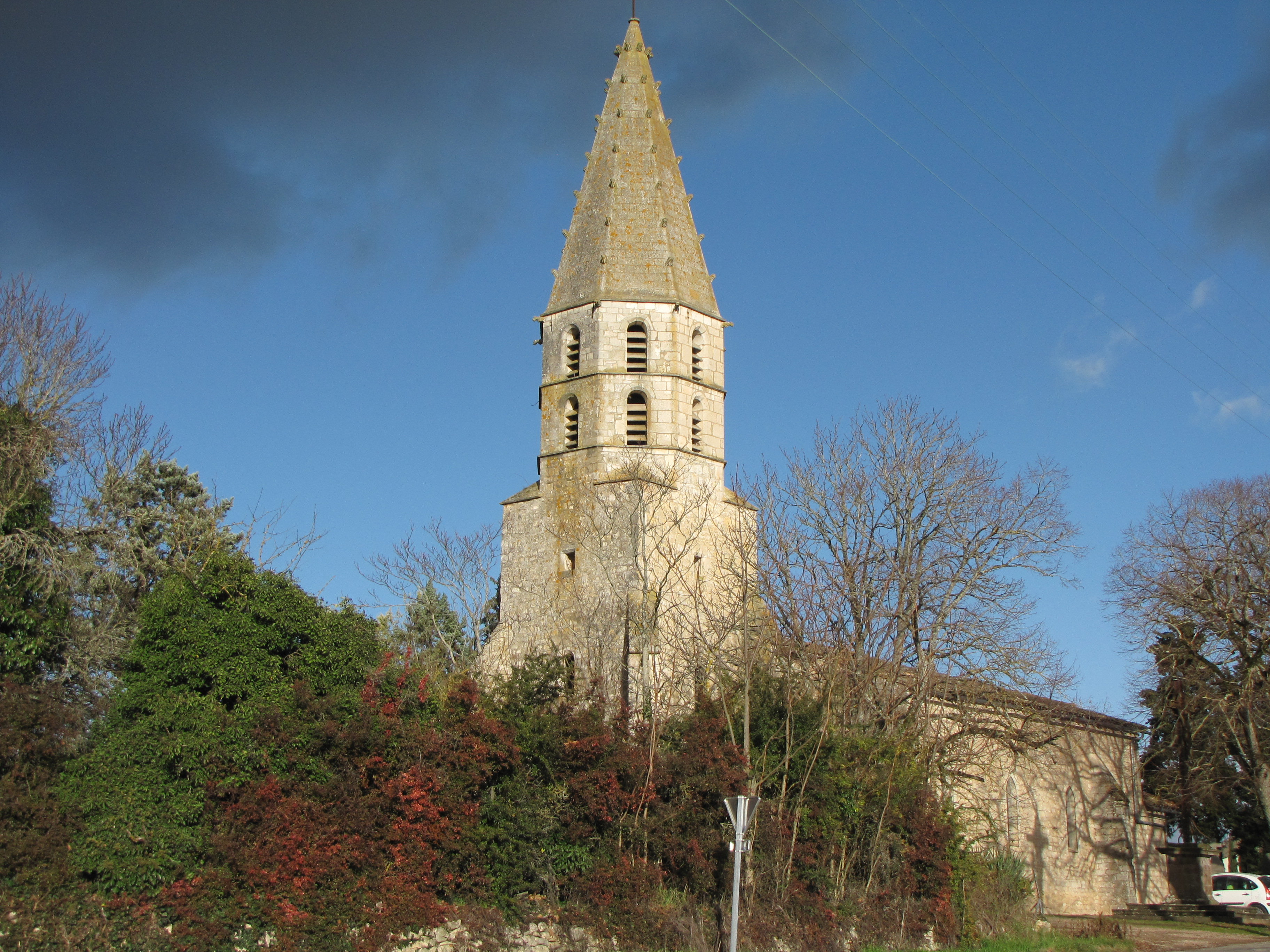
Kirche Saint-Amans
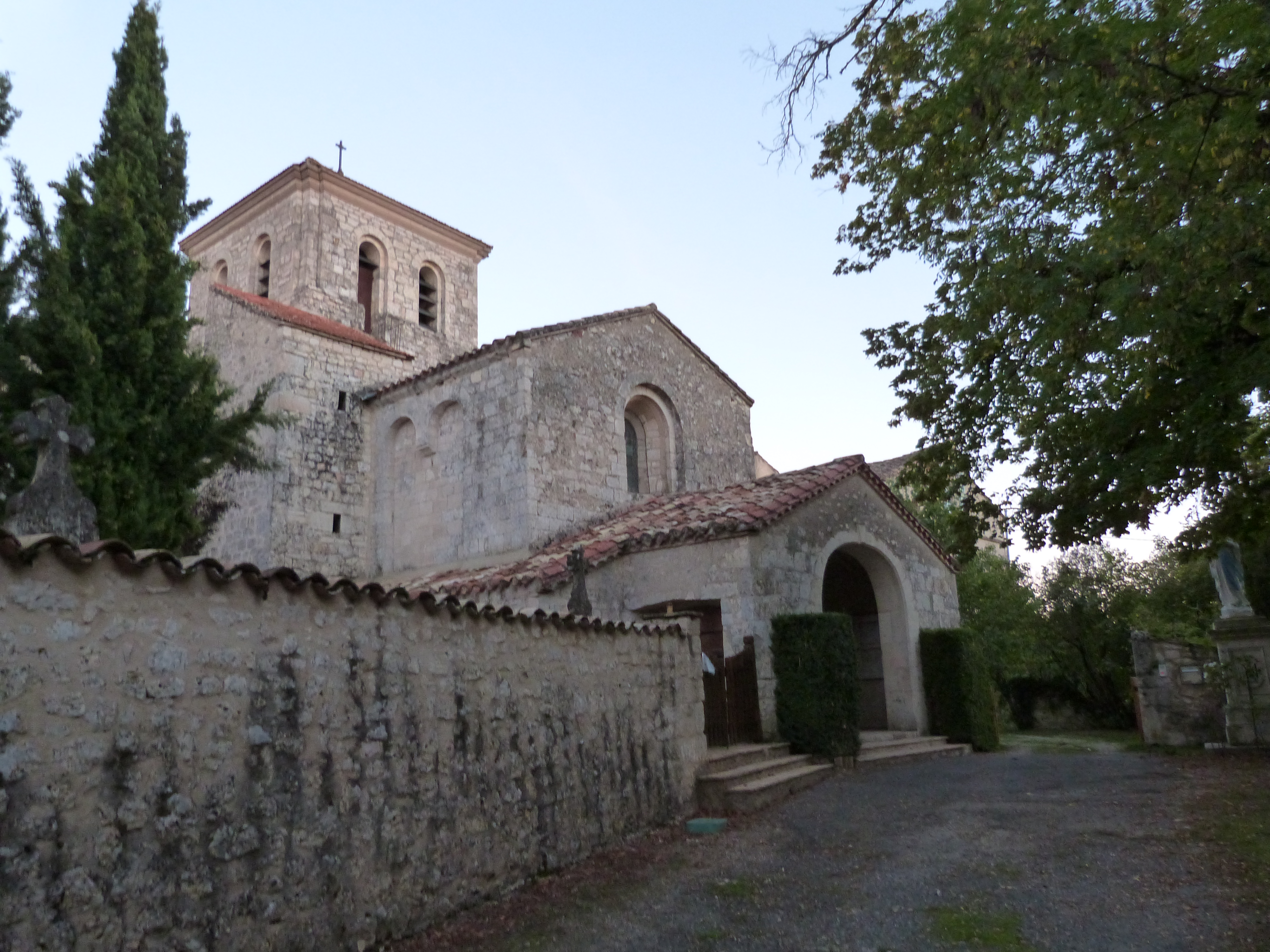
Kirche Notre-Dame